# 専門学校大阪ホスピタリティ・アカデミー
専門学校大阪ホスピタリティ・アカデミー（せんもんがっこうおおさかホスピタリティ・アカデミー）は、大阪府大阪市北区にある専門学校。学校法人21世紀アカデメイアが運営する。

## 沿革
- 1985年 - 大阪観光専門学校として設立
- 2024年 - 専門学校大阪ホスピタリティ・アカデミーに校名変更

## 学科編成
- 鉄道サービス学科
- ブライダル学科
- ビューティ学科
- ホテル学科
- 旅行学科
- エアライン学科
- グローバル語学学科
- 韓国語学科
- 葬祭ディレクター学科
- 観光ビジネス学科（留学生限定）

## 所在地情報
所在地
- 〒530-0003 大阪市北区堂島二丁目3番11号

交通
- 最寄り駅は、JR大阪駅、JR北新地駅、大阪メトロ西梅田駅、梅田駅、東梅田駅、阪神大阪梅田駅、阪急大阪梅田駅、京阪渡辺橋駅